# Darkover
Darkover é o planeta ficcional que dá nome à série de livros de fantasia e ficção científica escritos pela norte-americana Marion Zimmer Bradley desde 1962.
Darkover é o único planeta habitado por seres humanos dos sete que orbitam em torno da estrela vermelha gigante Cottman.

## O sistema estelar

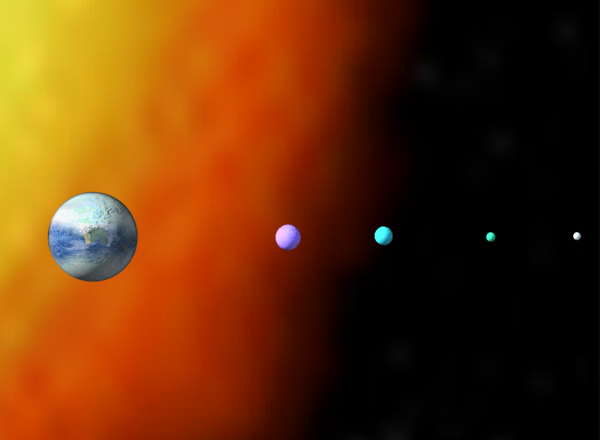
Darkover e as suas quatro luas. Ao fundo, a estrela Cottman.

Darkover é o quarto planeta a contar da sua estrela, razão pela qual também é denominado de Cotmann IV. Os dois planetas mais perto do sol (Cottman I e II) são planetas gigantes de gás e o terceiro (Cottman III) é um rocha árida e cáustica, demasiado perto da estrela para sustentar vida. Dos três planetas exteriores, os dois mais distantes de Darkover (Cottman VI e VII) são planetas gigantes de gás semelhantes a Júpiter e Saturno do nosso sistema solar. Cottman V é um planeta gelado que, embora não seja tóxico para os seres humanos, não pode suportar naturalmente uma população humana auto-sustentada.
Darkover tem quatro luas: Liriel, Kyrrdis, Idriel e Mormallor. Estas variam quanto à cor e tamanho. Liriel é a lua maior e tem uma tonalidade violeta. Kyrrdis é a segunda maior e é descrita como azul esverdeado brilhante, semelhante ao das penas do pescoço de um pavão. Idriel tem um tamanho intermediário e apresenta-se com um verde marítimo. Mormallor é uma lua muito pequena e branca, pensando-se que se trate de um asteróide que foi capturado pela gravidade de Darkover.

## O planeta
O tamanho de Darkover é semelhante ao da Terra, embora aquele tenha uma menor força de gravidade devido à relativa falta de metais e a uma maior percentagem de oxigênio na atmosfera. A sua órbita é mais lenta que a da Terra, equivalendo um ano darkovano a quinze meses terrestres.
Tal como Cottman V, Darkover também é um planeta que vive permanentemente na Idade do gelo, com apenas uma pequena faixa equatorial continental quente o suficiente para permitir uma limitada agricultura, pesca e criação de gado. O clima do planeta é rigoroso com as regiões mais quentes do planeta sem neve apenas durante algumas semanas.
O clima de Darkover é influenciado por duas grandes forças:
- Uma grande cordilheira denominada A Muralha ao Redor do Mundo, que se eleva a 9000 metros acima do nível do mar. Esta cordilheira tem o efeito de um terceiro pólo e originou que o eixo de rotação de Darkover seja mais extremo que o da Terra, o que causa uma flutuação extrema entre as temperaturas do Verão e Inverno na região equatorial.
- Ao contrário da Terra, que tem apenas um satélite natural, Darkover tem quatro luas que afetam as forças das marés e os padrões do clima.

Visto do espaço, o planeta é dominado pelos calotes polares, os quais cobrem a maioria da sua superfície. O único continente, somente uns poucos graus a norte do equador, está ligado ao polo norte pela 'Grande Muralha ao Redor do Mundo', ao norte e a leste do continente. Ao sul e a oeste daquela cordilheira encontra-se a denominada zona continental temperada cujos limites são a água livre do oceano do planeta, mais propriamente o Mar de Dalereuth.
Esta parte do continente é dominada por florestas de árvores verdes gigantes de folhas persistentes que crescem nos sopés das montanhas. A sudoeste das florestas, encontram-se as terras altas de Darkover, bem como as planícies, pauis salobros e vales de rio aráveis. Na porção oeste do continente encontra-se uma outra cordilheira, cujas montanhas se chamam As Hellers e a oeste das quais se situa um elevado planalto deserto e frio, denominado As Cidades Secas.

## Espécies
Quando os seres humanos aterraram pela primeira vez em Darkover, encontraram um mundo ancião já habitado por outras formas de vida inteligentes.

## Vida nativa inteligente
- Homens-Gato - Seres não humanos semelhantes a gatos, territoriais e com um laran primitivo. Realizam comércio com os habitantes d'As Cidades Secas e atacam os viajantes, uma vez tentaram cobrir os céus de Darkover com trevas permanentes.
- Chieri - Foram uma das primeiras espécies que os exploradores terrestres encontraram. São uma raça com uma longa esperança de vida, seis dígitos, estatura elevada, telepáticos e com uma fisiologia semi-hermafrodita. A sua raça está à beira de extinção devido às baixas taxas de fecundidade. Descobriu-se que é possível os seres humanos e os chieri gerarem híbridos.
- Kyrii - Bípedes humanóides com o corpo coberto de pêlos cinzentos, face semelhante à dos macacos e olhos verdes brilhantes. Podem dar choques eléctricos, são os serviçais das Torres.
- Povo das Árvores - Raça semi-arbórea de vegetarianos que construiram grandes cidades nas árvores altas de Darkover. A sua população sofre quando os seres humanos vivem nas redondezas, tinham medo do fogo, mas aprenderam a manipula-lo com a ajuda de Larry Montray e Kennard Alton.
- Homens-Ya - Embora a verdadeira inteligência desta raça semelhante a aves esteja em questão, estes habitantes das montanhas são frequentemente vistos pelos seres humanos que vivem nas terras baixas.
- Chieren do Mar - Há uma espécie de Chieri marinho (chamados de Chieren), aparecem nas antologias de Darkover num pequeno conto chamado: Salt. Eles apresentam olhos enormes numa face chata e redonda, seis longos e finos dedos, com unhas que apresentam pequenos pontos azuis e uma frágil teia que liga os dedos. Também apresentam guelrras pequenas na base do pescoço. As mulheres chieren desenvolveram uma doença rara que as debilitavam, não podendo ter filhos e com isto essa espécie está próxima da extinção. Aparentemente só as mulheres Aillards podem se comunicar com os chieren, e podem ter crianças híbridas com eles. Dessa maneira as mulheres Aillards mantém o fluxo de sal e peixe para Darkover, em troca de crianças para os Chieren.

## Humanos Darkovanos: OsComyn
Os Comyn são as sete famílias de Darkover dotadas com laran, sendo os descendentes híbridos dos seres humanos com os chieri (algumas lendas os retratam como descendentes dos Deuses, filhos de Hastur), filho do senhor da luz Aldones com a bela Cassilda, híbrida que possuía o sangue chieri de Kierestelli - sua mãe com o sangue humano de seu pai, Lorde de Carthon. Os comyn aprenderam a utilizar as pedras matrizes nativas para ajudar a se concentrarem e fortalecerem os poderes laran, para duplicar e, por vezes, ultrapassar a tecnologia baseada na ciência. Cada família comyn controla um Domínio, mas o casamento estratégico entre as famílias e questões territoriais feudais resultam na flutuação dessas fronteiras. As sete famílias incluem:
- Hastur de Hastur: Dotados com o poder da matriz viva, alguns elementos desta família são capazes de alcançar grande poder laran sem a necessidade de uma pedra matriz artificial.
- Hastur de Elhalyn: O dom desta família é extrema facilidade de mover-se no tempo, seja o real, seja o do laran, e a facilidade em teleportar-se. Este fato de poder andar no tempo muitas vezes os leva a loucura (outra característica da família) pois eles tem dificuldades em reconhecer a que tempo pertencem.
- Alton: Dotados com o poder da comunicação forçada, alguns elementos desta família têm a capacidade de forçar numa mente não desejosa o estabelecimento de uma dolorosa ligação telepática. Isto causou uma grande desconfiança por parte das restantes famílias em relação aos Alton, especialmente devido aos rumores de que um Alton encolerizado tem a capacidade de matar alguém com a sua mente.
- Ardais: Dotados com o laran catalisador, alguns elementos desta família têm a capacidade de despertar poderes laran latentes noutras pessoas e usar seu laran para curar ferimentos.
- Aillard: Dotadas com um misterioso poder lembrado apenas no pequeno conto Salt, as Aillard vivem numa comunidade fechada. Nessa família o poder passa através da linhagem feminina, pois os homens não possuem o laran de Aillard. São dotadas com o Dom de Cassilda que é o poder de transformar emmascas em homens ou em mulheres férteis, tem o poder de enlouquecer, sexualmente falando, qualquer ser humano ou não, são capazes de reforçar qualquer dos outros larans existentes e tem a capacidade de apagar, definitivamente, lembranças da mente que qualquer sensitivo.
- Aldaran: Dotados com uma verdadeira clarividência, alguns elementos desta família têm a capacidade de ver várias possibilidades de futuro.
- Ridenow de Serrais: Dotados com empatia, alguns elementos desta família têm a capacidade de unir as mentes com outras pessoas e tornarem-se unos com os seus pensamentos e sentimentos.

Além desta sete famílias principais, existem outras menores:
- Deslúcido:
- MacAran: Habitam na vila Falconsward(Ninho dos falcões) n'As Hellers, tendo a capacidade de comunicarem mentalmente através dos sentimentos com os animais. São conhecidos por serem grandes amantes dos animais, excelentes treinadores de cavalos, cães e aves, as mulheres MacAran eram usadas durante as guerras na Era do Caos para enxergar através dos pássaros-sentinelas os territórios inimigos.
- Rockraven: poderes naturais de magnetismo, podem utiliza-lo para controlar o clima, principalmente os Relâmpagos, vivendo em Ravenscrag, n'As Hellers.
- Leynier: Possuem visão molecular, também podem alterar a percepção de outras pessoas.
- Lanart
- Di Asturien: Pertencem à grande família Hastur, vivendo no castelos Asturais, perto das montanhas Venza.
- Lindir: Casados com elementos da família Aillard.
- Scathfell:
- Storn: Casados com elementos do clã Aldaran.
- Syrtis: Casados com elementos dos Hasturs, sendo ainda conhecidos por serem os melhores cavaleiros de Darkover.

## Personagens de Darkover
Cada livro foi escrito para ser independente dos demais, assim, cada um tem seu próprio conjunto de personagens. Entretanto, alguns personagens, ou se repetem em mais de um livro, ou, por serem marcantes, são mencionados em outros livros da série. Entre estes personagens 'notório', estão:
- Varzil, O Bom: Varzil Ridenow foi um guardião da Era dos Cem Reinos, que, indignado com as mazelas decorrentes das armas de laran, propõe a Aliança, que proíbe o uso de qualquer arma que não exponha o agressor ao risco de ser ferido, tal qual o agredido. Varil é mencionado em vários livros.
- Dorilys Aldaran: a protagonista de Rainha da Tempestade reaparece em O Exílio de Sharra.
- Cleindori.
- Regis Hartur: Regis Rafael Felix Alar Hastur y Elhayn, neto de Danvan Hastur, tinha laran latente, sendo desbloqueado com a ajuda de Danilo Syrtis, seu pajem que possui o dom Ardais (telepatica catalisadora). Regis atuou como regente do trono durante muitos anos, não acreditando que teria filhos,  fez de seu sobrinho mais novo herdeiro de Hastur. Regis acaba tendo um filho e duas filhas.

## Torres de Darkover
As Torres são os centros de operação da tecnologia de matriz. Várias torres são citadas no decorrer dos livros da série, algumas deixam de existir e outras novas são criadas.
- Torre de Neskaya: destruída em uma disputa com a Torre de Tramontana, anterior à Aliança.
- Torre de Tramontana: destruída em uma disputa com a Torre de Neskaya, anterior à Aliança.
- Torre de Hali.
- Torre de Arilim: Durante muito tempo considerada a principal torre; uma remanescente da época em que as guardiãs eram intocadas.
- Torre de Thendara.
- Torre de Corandolis.
- Torre Proibida.

## Cronologia de Darkover
Embora a seguinte cronologia de Darkover inclua uma lista de livros passados em períodos específicos, cada romance foi escrito como uma história individual, sendo cada livro independente dos demais. Inclusivamente, a autora recomendou que a ordem de leitura fosse feita através das datas de publicação, em vez da ordem cronológica dos acontecimentos, dado que o seu estilo literário evoluiu consideravelmente ao longo da sua carreira.

### A Descoberta
Durante os primeiros anos da exploração e colonização espacial, os terrestres acidentalmente instalaram uma colónia em Darkover, tendo o contacto entre os colonizadores e a Terra sido perdido. Os antecedentes étnicos destes colonizadores são celtas e espanhóis, incluindo cientistas pro-tecnológicos e fanáticos naturalistas tecnofóbicos. À medida que os anos passaram sem contacto com o seu planeta natal, as etnias e ideologias dos colonizadores foram se misturando, desenvolvendo uma cultura darkovana independente e distinta. O genoma humano também se expandiu, à medida que os colonizadores e os seus descendentes procriavam com os nativos Chieri.
Livro desta era:
- Darkover Landfall (1972), traduzido como Aterragem em Darkover (Portugal, 2004) e A Chegada em Darkover (Brasil, 1989).

Neste livro, a autora narra a chegada dos terráqueos a Darkover, relatando os tempos em que este planeta desconhecia a espécie humana. Com a aterragem forçada de uma nave estelar naquele planeta desconhecido, os colonizadores terrestres tiveram de enfrentar, pela primeira vez na existência humana, o impacto do Vento Fantasma, das correntes psíquicas existentes unicamente naquele mundo e do preço que todos os seres da Terra teriam de pagar para que Darkover os aceitasse. O livro introduz sobrenomes, religiões e temas culturais que estão presentes ao longo da série de livros Darkover e que narra milénios de história daquele planeta.

### As eras do caos
À medida que os séculos passam, os descendentes dos colonizadores originais desenvolvem fortes poderes psíquicos, denominados laran, os quais são incorporados na sua estrutura cultural de castas.  A história de Darkover é marcada por programas de reprodução humana, mau uso de laran e controle eventual dos poderes psíquicos. Aqueles que apresentam capacidades psíquicas e outros laran mais desenvolvidos tornam-se a classe dominante e a elite tecnológica, conhecidos pela designação comyn, estando marcados geneticamente pelo cabelo ruivo. Neste período, a tecnologia baseada em laran é a base dos clãs feudais bélicos, o que leva a resultados desastrosos, numa luta pelo poder entre os vários Domínios em Ascendência, até a um determinado Rei promover a união de todos os habitantes de Darkover.
Livros desta era:
- Stormqueen! (1978), traduzido como A Rainha das Tormentas (Portugal, 2004) e Rainha da Tempestade (Brasil, 1988).

Neste livro, duas famílias feudais, os Elhalyn e os Ridenow, estão empenhadas num projecto de reprodução humana com o objectivo de desenvolverem crianças com poderosos poderes psíquicos, os laran. A protagonista é Dorilys Aldaran, descendente de Rockraven, a qual desenvolve um temoroso poder capaz de alterar os padrões climáticos do planeta. Este livro situa-se, portanto, nos dias em que a matriz se encontrava nas mãos de homens ambiciosos, quando a adulteração genética produzia portentos e manipuladores de estranhos poderes e quando o herdeiro dos Hasturs encontrou o seu destino nas pessoas da feiticeira que ele amava e da menina mutante que se comprometera a proteger.
- Thunderlord (por publicar)
- Hawkmistress (1982), traduzido como A Rapariga do Falcão (Portugal, 2005) e A Dama do Falcão (Brasil, 1990).

Romily MacAran rejeitara o poder patrimonial que a sua ascendência nobre lhe conferira para viver a liberdade que apenas os homens podiam reclamar. Se já considerava mau ser forçada a conformar-se com as exigências sociais obrigatórias para as mulheres em Darkover, quando o seu pai combinou o casamento com um nobre que considerava repulsivo, revoltou-se. Disfarçou-se de rapaz e embrenhou-se nas profundas florestas da sua terra. A subsistência com o que a terra lhe dava não era tão difícil como seria para a maioria das pessoas pois possuía o dom dos MacAran, o raro laran, que lhe conferia o domínio sobre os falcões e os cavalos. No entanto, Romily foi arrastada pela voragem do conflito que grassava nas terras de Darkover na Era do Caos, sendo o seu desafio encontrar o seu papel na vida sem sacrificar os seus ideais.

### Os Cem Reinos
Trata-se da época do final das Eras do Caos, na qual o planeta se encontra dividido numa centena de reinos rivais e a civilização oscila à beira do descaso. As guerras e as devastações resultantes dos conflitos internos dividiram os antigos grandes reinos em pequenos reinos independentes, em cidades-estado, em baronatos, condados e repúblicas independentes; nalguns deles, dizia-se que o seu rei poderia ficar em pé sobre uma colina e avistar todo o seu reino e também a terra dos seus reis vizinhos. Muitos homens desta época sonhavam em unificar os Cem Reinos e constituir um único reino onde imperasse a justiça, de modo a terminar com a anarquia daquela época.
Livros desta era:
- Two to Conquer (1980), traduzido como Dois para Conquistar no (Brasil, 1988) e como O Lobo de Khilgard em (Portugal, 2007).

Este livro é o retrato do fim das Eras do Caos e o início do período que viria a ser conhecido como a época dos Cem Reinos. Que forças poderiam agir caso existissem dois objectos que fossem absolutamente idênticos quanto à forma e à substância? Esta é a história de Bard di Asturien, um soldado proscrito e ambicioso, do seu adversário Varzil O Bom, que luta para estabelecer um pacto, e de Paul Harrell, um homem da distante Terra, sósia do inimigo de Varzil. Trata-se de um romance de forças sociais em luta, do uso e mau uso da ciência, da guerra, de estupro e de feitiçaria.
- The Heirs of Hammerfell (1989), traduzido como Os Herdeiros de Hammerfell (Brasil, 1992) e inédito em Portugal.

Na época dos Cem Reinos, vivia-se uma terrível rivalidade entre os reinos de Hammerfell e Storn, até que este incendeia o castelo do inimigo, mata o seu Lorde e obriga a dama a fugir com os filhos gémeos Alastair e Conn.
- The Fall of Neskaya (2001 - com Deborah J. Ross), inédito em Portugal e Brasil.

Nas altas Hellers, Coryn Leynier, o filho adolescente de um nobre menor, acorda de um pesadelo com um imenso fogo florestal, apenas para descobrir que o incêndio é real. Correndo para as linhas de fogo para ajudar os seus parentes, Coryn luta para combater as suas próprias náuseas e tonturas que se têm tornado cada vez mais frequentes nos últimos meses. À medida que todos os habitantes de Verdanta lutam para conter o pior fogo de que têm memória, sem conseguirem resultados, o Lorde Leynier envia uma mensagem desesperada para os seus vizinhos mais próximos, os Storns, com um pedido de ajuda e de passagem livre pelas suas terras até a Torre Tranmontana. Apesar da tradição das tréguas de fogo, o Lorde Storn recusa-se a ajudar os Leyniers devido a uma antiga contenda entre as duas famílias. Quando tudo parece perdido e Verdanta parece condenada a ser consumida pelas chamas, a ajuda chega inesperadamente na pessoa de Rumail, um laranzu da Torres Neskaya. Entretanto, Tramontana envia químicos de combate às chamas através de planadores e o incêndio é controlado. Mas Rumail não se dirigiu a Verdanta devido a uma atitude altruísta. O seu objectivo é testar as crianças dos Leyniers quanto ao seu potencial laran e cedo se apercebe que Coryn sofre do início de uma doença potencialmente fatal que acompanha o despertar de um poderoso laran. Ele oferece-se para monitorizar Coryn e consegue que ele ingresse na Torre Tranmontana para treinar-se. Durante o exame de Rumail, Coryn apercebe-se de algo terrivelmente errado, sabendo que algo maligno foi implantado profundamente na sua mente, mas não consegue falar desse assunto quando acorda. Sem o conhecimento dos Leyniers, o poderoso Rei Damian Deslucido recrutou a ajuda do seu meio-irmão Rumail para os seus planos de conquista, planos que já começaram a ser colocados em prática. Rumail não se deterá com nada - nem sequer com a utilização ética do seu laran - para ajudar o seu ambicioso irmão, cujo objectivo é unir todo o Darkover sob o seu domínio, tendo para isso de ameaçar a grande e mais poderosa de todas as dinastias darkovanas: os Hastur de Thendara.
- Zandru's Forge (2003 - com Deborah J. Ross), inédito em Portugal e Brasil.

Carolin Hastur, herdeira do trono Hastur, e Varzil Ridenow, uma criança nobre com um extraordinário laran, decidem eliminar as terríveis armas baseadas em laran que conseguem matar milhares a uma grande distância.  Os feitos deste par vão mudar para  sempre o seu mundo e a honra de Varzil será posteriormente lembrada. Por outro lado, Eduin MacEarn, amigo de Carolyn, encontra-se numa luta ínterior após jurar vingança contra os Hasturs, que derrotaram o seu pai.
- A Flame in Hali (2004 - com Deborah J. Ross), inédito em Portugal e Brasil.

Este livro narra a amizade lendária entre um Rei e o Chanceler-Mor, a qual resultará num novo destino para Darkover.

### Recontacto (Contra os Terrestres: A Primeira Era)
Eventualmente, o planeta é redescoberto pelos terrestres e um aeroporto espacial é construído perto de Thendara, a maior cidade de Darkover.
Livros desta época:
- Rediscovery (1993 - com Mercedes Lackey), inédito em Portugal e Brasil.

Quando uma nave estelar exploratória do Império Terrestre encontra os descendentes de uma das suas equipas de colonização há muito tempo perdida no quarto planeta do sistema estelar Cottman, o que começa por ser um promissor diálogo entre culturas díspares cedo se transforma numa oportunidade para a ganância humana.
- The Shattered Chain (1976), traduzido como A Corrente Partida (Brasil, 1990) e inédito em Portugal.

Este livro é passado após o período de redescoberta, no qual o Império Terrestre descobriu o planeta Darkover e que os seus habitantes era descendentes de colonizadores de uma nave perdida há milhares de anos. Esta história é sobre a Ordem das Amazonas Livres. A sociedade de Darkover é muito restritiva no que toca às mulheres e estas têm poucos direitos. As Amazonas Livres rejeitam esta atitude e, por lei, nenhum dos seus membros tem de se submeter à lei dos homens. Representam uma outra opção para as mulheres que sentem a opressão da sociedade darkovana. Este romance apresenta três partes distintas. A primeira foca-se em Rohana Ardais. Lady Rohana é informada que uma parente que tinha sido raptada há mais de uma década ainda se encontra viva e deseja ser salva. Rohana desafia as convenções e contrata uma equipa de Amazonas Livres com o objectivo de salvar Melora das Terras Secas. Este salvamento origina que Jaelle, a filha de Melora, seja criada pelas Amazonas Livres. Cronologicamente, passam-se doze anos entre a parte I e II do livro. Antes da parte II, dois outros livros têm lugar no tempo.
- The Spell Sword (1974), traduzido como A Espada Encantada (Brasil, 1992) e inédito em Portugal.

A história de Darkover era repleta de histórias encantadas. Entre elas, existia a espada de Dom Esteban, que teria de desempenhar o papel fundamental na busca do terrestre Andrew Carr, de modo a restaurar a luz nos céus cada vez mais escuros de um mundo hostil.
- The Forbidden Tower (1977), traduzido como A Torre Proibida (Brasil, 1993) e inédito em Portugal.

Este livro narra a história de quatro pessoas que desafiam o poder dos círculos da matriz, fanáticos que protegiam esses poderes para que Darkover não pudesse cair sob a influência dos materialistas terrestres. Os quatro descobriram-se unidos num só. Os dois homens eram Damon Ridenow da casta dominante dos Comyn e Andrew Carr, o terrestre que conquistara o direito de ingressar no clã. As mulheres eram Ellemir, esposa de Damon, e a sua irmã gémea Callista, que renunciou aos seus votos para procurar o amor com o estranho vindo das estrelas. Todas as forças de Darkover se uniram para resistir a essa aliança anormal.
- (A segunda e terceira histórias de The Shattered Chain situam-se cronologicamente entre The Forbidden Tower e Thendara House).

A segunda parte deste livro centra-se numa terrestre Magda Lorne que deseja salvar o seu ex-marido Peter, também terrestre. Trabalhando ambos no aeroporto espacial em Thendara, tendo crescido numa cidade darkovana, e sendo capazes de trabalhar infiltrados, aprendem as línguas e as variações na linguagem, estilo e cultura, de modo a ajudar os terrestres a interagir com os nativos de Darkover. Peter parece idêntico a um parente de Rohana, e por sugestão desta, Magda disfarça-se de Amazona Livre para negociar a sua libertação. A terceira parte apresenta uma Jaelle crescida, que entretanto já tinha conhecido a Magda. Jaelle é a líder de um pequeno bando de Amazonas Livres. Sendo ainda jovem, tem de se debater com o conflito interior entre o amor e a decisão de ser uma Amazona Livre.
- Thendara House (1983), traduzido como A Casa de Thendara (Brasil, 1992) e inédito em Portugal.

A Casa de Thendara é o local onde viviam as Amazonas Livres, mulheres que renunciavam a servir e a obedecer a qualquer homem, chegando assim a um nível de total igualdade social. É neste livro que se observa o choque das duas culturas, uma dominada por homens e outra por mulheres.
- City of Sorcery (1984), traduzido como Cidade da Magia (Brasil, 1991) e inédito em Portugal.

Magdalen Lorne, a principal agente terrestre em Darkover, ligada por juramento à Guilda das Renunciantes, deve encontrar uma cidade antiga e lendária, que nenhum homem jamais viu. Para isso ela seria testada como nunca fora antes, pelas acções malignas da Irmandade Negra.
- Star of Danger (1965), traduzido como Estrela do Perigo (Brasil, 1994) e inédito em Portugal.

Os nativos de Darkover eram humanos, mas hostis aos colonos da Terra que tinham desembarcado no seu planeta. Larry Montray encontraria na sua aventura muito mais do que imaginara. Descobriu-se no meio de uma das rivalidades mais antigas do que a memória, travada por seres desconhecidos, animais brutais e inteligências alienígenas. As suas acções determinariam o destino de todos os terrestres em Darkover.
- Winds of Darkover (1970), inédito em Portugal e Brasil.

Dan Barron é um terrestre que trabalha há cinco anos em Darkover. Tal como a maioria dos terrestres, passou quase todo o tempo na Zona Terrestre e não entre os darkovanos nativos. Dan começa a ter visões nas quais se encontra num castelo. Ele é despromovido depois de quase causar um acidente no aeroporto espacial de Thendara. Quando o Lorde Valdir Alton requisita um terrestre para ensinar e treinar darkovanos a trabalhar o vidro para lentes telescópicas e binoculares, o vice-coordenador terrestre selecciona Dan para esse tarefa, de modo a ele não ser deportado do planeta. Uma das visões que Dan continua a ter é o de uma jovem ruiva acorrentada e coberta com fogo. Neste livro também é contada uma história da família Storn. O seu castelo foi ocupado por um exército de bandidos que aprisionou os Storn. O Lord Loran Storn, cego e praticamente sem salvação, protegeu-se com o seu laran e enviou a sua irmã Mellita à procura de auxílio. Loran também tenta encontrar um modo de ajudar a própria família e utiliza o seu poder para controlar uma pessoa para auxiliar os Storn. Essa pessoa é Dan Barron. Este volume introduz ainda a Matriz de Sharra, um poderoso laran, banido há muitos anos por ser visto como perigoso e pagão, permitindo criar um poderoso fogo nas mãos de quem comanda o laran.

### Após os Comyn (Contra os Terrestres: A Segunda Era)
Livros desta era:
- The Bloody Sun (1979), traduzido como O Sol Vermelho (Brasil, 1996) e inédito em Portugal.

Para o terrestre Jeff Kervin, o planeta distante do qual se apenas se lembrava como um sonho de infância, era o seu lar. Mas, quando anos de planejamento o levaram de volta a Darkover, descobriu que a paz que desejava não estava ali.
- The Heritage of Hastur (1975), traduzido como O Legado de Hastur (Portugal, 2005) e A Herança de Hastur (Brasil, 1994).

Neste livro é contada a história da tradição de Hastur e da confrontação entre aqueles que queriam barganhar o seu mundo em troca das glórias da ciência das estrelas e os que desejavam preservar o poder especial da matriz.
- The Planet Savers (1962), traduzido como Os Salvadores do Planeta (Brasil, 2000) e inédito em Portugal.

Neste livro encontram-se personagens já conhecidos noutras aventuras em Darkover, como Regis Hastur, em contato com os habitantes não humanos do seu mundo, e terrestres à procura de um lugar para ficar, indo de um mundo atrás de outro. A edição brasileira inclui ainda a história curta A Cachoeira e o banido A Espada de Aldones.
- Sharra's Exile (1981), traduzido como O Desterro de Sharra (Portugal, 2006) e O Exílio de Sharra (Brasil, 1994) (trata-se da substituição oficalmente reescrita de The Sword of Aldones (1962)).

A matriz mais lendária de todo o Darkover era a lendária Sharra. Personificada pela imagem de uma mulher acorrentada, envolta em chamas, era a última arma remanescente das Eras do Caos, que quase destruíra a civilização no planeta. Sharra fora exilada de Darkover para as regiões estelares distantes do Império Terrestre, sob a custódia de Lew Alton, até ao dia em que ele foi chamado de volta oa seu mundo natal para defender os seus direitos. Assim que Sharra retornou, a Forma de Fogo ressurgiu e expandiu-se, desencadeando acontecimentos que haveriam de mudar para sempre os Domínios e o futuro de Darkover.
- Reluctant King (por publicar)
- The World Wreckers (1971), traduzido como Os Destruidores de Mundos (Brasil, 1995) e inédito em Portugal.

Os Destruidores de Mundos são uma organização clandestina que, por dinheiro, infiltra-se num planeta que não deseja a plena integração do mundo, e cria as condições para que investidores externos assumam o seu controlo. Darkover é o seu novo objectivo. A única esperança de salvação dos darkovanos está nas maõs dos chieri, os quase lendários nativos de Darkover. Conseguirão essas gentis criaturas superar o poder implacável que ameaça a própria existência do seu mundo?
- Exile's Song (1996 - com Adrienne Martine-Barnes), traduzido como Canção do Exílio (Brasil, 2000) e inédito em Portugal.

Ela era Margaret Alton, a filha de Lew Alton, o representante para o Senado do Império Terrestre. Não tinha muitas lembranças do seu planeta nativo ou mesmo da sua tumultuada infância - apenas recordações fugazes que aterrorizavam o seu sono. Assim que foi possível, Margaret deixou a sua casa e refugiu-se na Universidade. Lá encontrou conforto no isolamento dos seus estudos de música. Entretanto, conseguiu uma posição de assistente do seu mentor, o renomado Dr. Igor Davidson. Esta prestigiosa função levou-a a muitos mundos diferentes e quando ela e o Professor Davidson foram designados para estudar as canções folclóricas de Darkover, ficou alegre e curiosa. O seu mundo nativo evocava memórias terríveis e dolorosas, há muito enterradas.
- Shadow Matrix (1998 - com Adrienne Martine-Barnes), inédito em Portugal e Brasil.

Margaret Alton tenta aprender acerca do poder da matriz na palma da sua mão. Não tendo sido educada em Darkover, ela considera as restrições colocadas às mulheres como arcaicas, mas deseja integrar-se. O seu coração pertence a Mikhail Lanart-Hastur, mas nem ela nem Mikhail conseguem antever um modo de como se poderão casar, uma vez que tal iria destruir os planos da dinastia do concelho de Comyn.
- Traitor's Sun (1999 - com Adrienne Martine-Barnes), inédito em Portugal e Brasil.

A morte de Regis Hastur, regente de Darkover, assinala o início de um tempo difícil para o planeta. À medida que o seu herdeiro, Mikhail, se prepara para assumir o poder, as más relações entre Darkover e a Federação Terrestre atingem o clímax, arrastando as principais famílias do planeta numa cruzada de intrigas e traições. Irá finalmente a Federação Terrestre derrubar as famílias regentes?

## Lista de Livros
Além dos romances, foram publicadas nos Estados Unidos várias antologias de pequenas histórias passadas em Darkover, escritas por diversos autores.
Em Portugal, os livros da série Darkover têm sido publicados pela editora Difel.  No Brasil, têm sido publicados pela Imago Editora.
A seguinte lista de livros da série Darkover está disposta por ordem de publicação e não por ordem cronológica de acontecimentos:
| Ano Publicação (EUA)                   | Título original (en), português (pt) e brasileiro (br)                                  | Reedição(ões) (EUA)                                   | Co-Autor                            | Era Darkovana                                                                                      | Notas |
| -------------------------------------- | --------------------------------------------------------------------------------------- | ----------------------------------------------------- | ----------------------------------- | -------------------------------------------------------------------------------------------------- | --- |
| 1962                                   | The Planet Savers (en) inédito (pt) Os Salvadores do Planeta (br)                       | 1995, 2004 na colectânea To Save a World              | --                                  | Contra os Terrestres: A Segunda Era Após os Comyn                                                  | -- |
| 1962                                   | The Sword of Aldones (en) inédito (pt) segunda história d'Os Salvadores do Planeta (br) | vide Shara's Exile                                    | --                                  | Contra os Terrestres: A Segunda Era Após os Comyn                                                  | Reescrito em 1981 e incorporado no Sharra's Exile                                                                         |
| 1964                                   | The Bloody Sun (en) inédito (pt) O Sol Vermelho (br)                                    | Reescrito em 1979, 2003 na colectânea A World Divided | --                                  | Contra os Terrestres: A Segunda Era Após os Comyn                                                  | Livro #3 da série Spell Sword/Forbidden Tower/Bloody Sun                                                                  |
| 1965                                   | Star of Danger (en) inédito (pt) Estrela do Perigo (br)                                 | 1994, 2003 na colectânea A World Divided              | --                                  | Contra os Terrestres: A Primeira Era Recontacto                                                    | -- |
| 1970                                   | Winds of Darkover (en) inédito (pt) inédito (br)                                        | 1995, 2003 na colectânea A World Divided              | --                                  | Contra os Terrestres: A Primeira Era Recontacto                                                    | -- |
| 1971                                   | World Wreckers (en) inédito (pt) Os Destruidores de Mundos (br)                         | 1994, 2004 na colectânea To Save a World              | --                                  | Contra os Terrestres: A Segunda Era Após os Comyn                                                  | -- |
| 1972                                   | Darkover Landfall (en) Aterragem em Darkover (pt) A Chegada em Darkover (br)            | 2004 na colectânea Darkover: First Contact            | --                                  | A Descoberta                                                                                       | -- |
| 1974                                   | The Spell Sword (en) inédito (pt) A Espada Encantada (br)                               | 2002 na colectânea The Forbidden Circle               | --                                  | Contra os Terrestres: A Primeira Era Recontacto                                                    | Livro #1 da série Spell Sword/Forbidden Tower/Bloody Sun                                                                  |
| 1975                                   | The Heritage of Hastur (en) O Legado de Hastur (pt) A Herança de Hastur (br)            | 2002 na colectânea Heritage and Exile                 | --                                  | Contra os Terrestres: A Segunda Era Após os Comyn                                                  | Livro #1 da série Heritage of Hastur/Sharra's Exile/Reluctant King                                                        |
| 1976                                   | The Shattered Chain (en) inédito (pt) A Corrente Partida (br)                           | 2002 na colectânea Saga of the Renunciates            | --                                  | Contra os Terrestres: A Primeira Era Recontacto                                                    | Livro #1 da série Shattered Chain/Thendara House/City of Sorcery                                                          |
| 1977                                   | The Forbidden Tower (en) inédito (pt) A Torre Proibida (br)                             | 2002 na colectânea The Forbidden Circle               | --                                  | Contra os Terrestres: A Primeira Era Recontacto                                                    | Livro #2 da série Spell Sword/Forbidden Tower/Bloody Sun                                                                  |
| 1978                                   | Stormqueen! (en) A Rainha das Tormentas (pt) Rainha da Tempestade (br)                  | 2002 na colectânea Ages of Chaos                      | --                                  | As Eras do Caos                                                                                    | -- |
| 1979                                   | Bloody Sun (reescrito)                                                                  | 1994                                                  | --                                  | Contra os Terrestres: A Segunda Era Após os Comyn                                                  | Livro #3 da série Spell Sword/Forbidden Tower/Bloody Sun                                                                  |
| 1980                                   | Two to Conquer (en) inédito (pt) Dois para Conquistar (br)                              | 2004 na colectânea Darkover: First Contact            | --                                  | Os Cem Reinos                                                                                      | -- |
| 1980                                   | The Keeper's Price (en) inédito (pt) inédito (br)                                       | --                                                    | (Vários)                            | (Vários)                                                                                           | Antologia de pequenas histórias passadas em Darkover                                                                      |
| 1981                                   | Sharra's Exile (en) O Desterro de Sharra(pt) O Exílio de Sharra (br)                    | 2002 na colectânea Heritage and Exile                 | --                                  | Contra os Terrestres: A Segunda Era Após os Comyn                                                  | Livro #2 da série Heritage of Hastur/Sharra's Exile/Reluctant King                                                        |
| 1982                                   | Hawkmistress (en) A Rapariga do Falcão (pt) A Dama do Falcão (br)                       | 2002 na colectânea Ages of Chaos                      | --                                  | As Eras do Caos                                                                                    | -- |
| 1982                                   | Sword of Chaos (en) inédito (pt) inédito (br)                                           | --                                                    | (Vários)                            | (Vários)                                                                                           | Antologia de pequenas histórias passadas em Darkover                                                                      |
| 1983                                   | Thendara House (en) inédito (pt) A Casa de Thendara (br)                                | 2002 na colectânea Saga of the Renunciates            | --                                  | Contra os Terrestres: A Primeira Era Recontacto                                                    | Livro #2 da série Shattered Chain/Thendara House/City of Sorcery                                                          |
| 1984                                   | City of Sorcery (en) inédito (pt) Cidade da Magia (br)                                  | 2002 na colectânea Saga of the Renunciates            | --                                  | Contra os Terrestres: A Primeira Era Recontacto                                                    | Livro #3 da série Shattered Chain/Thendara House/City of Sorcery                                                          |
| 1985                                   | Free Amazons of Darkover (en) inédito (pt) inédito (br)                                 | --                                                    | (Vários)                            | (Vários)                                                                                           | Antologia de pequenas histórias passadas em Darkover                                                                      |
| 1987                                   | Red Sun of Darkover (en) inédito (pt) inédito (br)                                      | --                                                    | (Vários)                            | (Vários)                                                                                           | Antologia de pequenas histórias passadas em Darkover                                                                      |
| 1987                                   | Four Moons of Darkover (en) inédito (pt) inédito (br)                                   | --                                                    | (Vários)                            | (Vários)                                                                                           | Antologia de pequenas histórias passadas em Darkover                                                                      |
| 1989                                   | Heirs of Hammerfell (en) inédito (pt) Os Herdeiros de Hammerfell (br)                   | --                                                    | --                                  | Os Cem Reinos                                                                                      | -- |
| 1991                                   | Renunciates of Darkover (en) inédito (pt) inédito (br)                                  | --                                                    | (Vários)                            | (Vários)                                                                                           | Antologia de pequenas histórias passadas em Darkover                                                                      |
| 1991                                   | Leroni of Darkover (en) inédito (pt) inédito (br)                                       | --                                                    | (Vários)                            | (Vários)                                                                                           | Antologia de pequenas histórias passadas em Darkover                                                                      |
| 1993                                   | Rediscovery (en) inédito (pt) inédito (br)                                              | --                                                    | Mercedes Lackey                     | Contra os Terrestres: A Primeira Era Recontacto                                                    | -- |
| 1993                                   | Towers of Darkover (en) inédito (pt) inédito (br)                                       | --                                                    | (Vários)                            | (Vários)                                                                                           | Antologia de pequenas histórias passadas em Darkover                                                                      |
| 1993                                   | Marion Zimmer Bradley's Darkover (en) inédito (pt) inédito (br)                         | --                                                    | (Vários)                            | (Vários)                                                                                           | Antologia de pequenas histórias passadas em Darkover; inclui To Keep the Oath                                             |
| 1994                                   | Snows of Darkover (en) inédito (pt) inédito (br)                                        | --                                                    | (Vários)                            | (Vários)                                                                                           | Antologia de pequenas histórias passadas em Darkover; inclui To Keep the Oath                                             |
| 1996                                   | Exile's Song (en) inédito (pt) Canção do Exílio (br)                                    | --                                                    | Adrienne Martine-Barnes             | Contra os Terrestres: A Segunda Era Após os Comyn                                                  | -- |
| 1998                                   | The Shadow Matrix (en) inédito (pt) inédito (br)                                        | --                                                    | Adrienne Martine-Barnes             | Contra os Terrestres: A Segunda Era Após os Comyn                                                  | -- |
| 1999                                   | Traitor's Sun (en) inédito (pt) inédito (br)                                            | --                                                    | Adrienne Martine-Barnes             | Contra os Terrestres: A Segunda Era Após os Comyn                                                  | -- |
| 2001                                   | The Fall of Neskaya (en) inédito (pt) inédito (br)                                      | --                                                    | Deborah J. Ross                     | As Eras do Caos                                                                                    | Clingfire Trilogy #1 - a ser escrito quando a Marion Zimmer Bradley faleceu                                               |
| 2003                                   | Zandru's Forge (en) inédito (pt) inédito (br)                                           | --                                                    | Deborah J. Ross                     | As Eras do Caos                                                                                    | Clingfire Trilogy #2 - a ser escrito quando a Marion Zimmer Bradley faleceu                                               |
| 2004                                   | Flame in Hali (en) inédito (pt) inédito (br)                                            | --                                                    | Deborah J. Ross                     | As Eras do Caos                                                                                    | Clingfire Trilogy #3 - a ser escrito quando a Marion Zimmer Bradley faleceu                                               |
| por publicar                           | The Reluctant King                                                                      | --                                                    | --                                  | Contra os Terrestres: A Segunda Era Após os Comyn                                                  | Livro #3 da série Heritage of Hastur/Sharra's Exile/Reluctant King - a ser escrito quando a Marion Zimmer Bradley faleceu |
| Será lançado em 1º de setembro de 2006 | Portugues BR - O Dom de Alton\| --                                                      | --                                                    | Contra os terráqueos: A segunda Era | A ser escrito quando a Marion Zimmer Bradley faleceu, terminado por sua assistente Deborah J. Ross | |